# Patrick Pinchart
Pour les articles homonymes, voir Pinchart.
Patrick Pinchart, né le 27 juin 1955 à Bruxelles (province de Brabant), est un journaliste belge. Il signe parfois sous le nom de plume Patrick Albray. Rédacteur en chef de Spirou de 1987 à 1993, responsable du département multimédia aux éditions Dupuis de 1994 à 2004, éditeur du journal Spirou de 2005 à 2006, puis responsable du patrimoine des éditions Dupuis de 2007 à 2009. Créateur des Éditions Sandawe et du webzine ActuaBD.
Il est conseiller communal Ecolo à la ville de Wavre.

## Biographie
Patrick Pinchart naît le 27 juin 1955 à Bruxelles. Enfant, il apprend à lire dans les journaux Tintin et Spirou.
Licencié en psychologie à l'Université libre de Bruxelles, il a été assistant à l'Institut de Phonétique de l'ULB. En 1971, il lance le fanzine Skblllz. En 1979, il cofonde l'association Les Amis d'Hergé.
En 1980, il anime la première émission consacrée à la bande dessinée : Dessine-moi un mouton sur Radio Campus Bruxelles,.
En 1984, il entre à la RTBF, comme assistant puis animateur. En 1985, l'émission devient Passeport pour le rêve et porte sur divers genres de littérature. Pinchart quitte la RTBF en 1987. En parallèle, entre 1985 et 1987, Pinchart participe à Clap BD sur Radio Bruxelles Inter et dans d'autres radios. De 1988 à 1992, Pinchart participe à cette émission de manière quotidienne avec les chroniques Bouquin, Bouquine consacrés à l'actualité du livre.
Il collabore avec les éditions Dupuis à partir de 1987 par des chroniques dans Spirou qu'il signe parfois sous le pseudonyme de Pinpin. Il dirige le Journal de Gaston (numéro spécial de Spirou consacré à Gaston Lagaffe à l’occasion de son trentième anniversaire) avant de devenir rédacteur en chef de l'hebdomadaire, fonction qu'il occupe jusqu'en 1993. À ce poste, il essaie de rajeunir le public de l'hebdomadaire et il rebaptise celui-ci Spirou Magaziiiine. Il fait porter l'accent sur les séries de gags au détriment des articles sérieux ou des interviews, auxquels il accorde moins de place. Il crée la rubrique Sauvons la planète, et par la suite continuera de militer pour l'écologie et les droits humains.
En 1993, il entre dans l'équipe éditoriale des Éditions Dupuis, sous la direction de Philippe Vandooren, avant de devenir, en 1995, responsable multimédia de la maison d'édition. Il reprend le poste de rédacteur en chef après le départ de Thierry Tinlot, fin 2004,. Fin 2005, lorsqu'Olivier Van Vaerenbergh prend sa succession, Pinchart est nommé éditeur de l'hebdomadaire, puis éditeur du patrimoine des Éditions Dupuis : à ce titre, s'occupe de la réédition en intégrales de grands classiques. En 2005, Pinchart est un passionné de photographie et de sports : il pratique le VTT, l'escalade, le fitness et le squash.
En septembre 2009, il quitte les Éditions Dupuis pour lancer la maison d'édition de bande dessinée communautaire Sandawe, fondée sur le concept du financement participatif. En 2017, il crée la société d'agents pour auteurs Cultureo.
À l'occasion du centenaire de la naissance d'André Franquin, il lui consacre l'ouvrage homonyme dans la collection « L'Article » aux éditions Lamiroy,,.

### Engagement politique
Il est candidat sur la liste Ecolo de Wavre aux élections communales belges de 2018 et se fait élire, il devient conseiller sur cette même liste à la ville de Wavre,. Il ajoute une corde à son arc en devenant éditeur chez Kennes éditions chargé des projets soumis par les auteurs de bande dessinée en mai 2021.

### Expériences sur internet
À l'arrêt de sa collaboration avec Radio Campus en 1996, il publie un feuilleton quotidien sur internet racontant l'histoire de la bande dessinée sous la forme d'éphémérides et le signe d'un pseudonyme : Patrick Albray. À la suite de cette expérience, le magazine en ligne Univers BD est fondé. La même année, il crée le magazine en ligne ActuaBD, quotidien consacré à l’actualité de la bande dessinée. Les deux sites fusionneront quelques mois plus tard. En 2006, il nomme Didier Pasamonik éditeur adjoint, fonction qu'il assume toujours en 2023 en dirigeant une équipe d'une vingtaine de collaborateurs, mais Pinchart en reste l'éditeur et le propriétaire.
À partir de 1993, sous la même signature, il collabore aux hebdomadaires Coup d’Œil (jusqu'en 1997) et Le Ligueur (jusqu'en 2010). Il devient l'éditeur du magazine Week-ends.be dans lequel il signe des chroniques culturelles ou relatives à la vie de sa ville.

## Œuvres

### Publications
- Signé Franquin, Dupuis, Marcinelle, décembre 1992
Scénario : Patrick Pinchart - Dessin : Franquin - Couleurs : quadrichromie -  (ISBN 2-8001-2048-7)[20]
- Patrick Pinchart, Didier Pasamonik, Nicolas Anspach et Charles-Louis Detournay, L'Affaire Tintin au Congo, Paris, ActuaBD SAS, coll. « Chronique de la BD », 6 septembre 2016, 218 p. (ISBN 978-2-930750-00-2)[21].
- Patrick Pinchart, Didier Pasamonik, Nicolas Anspach et Charles-Louis Detournay, Tintin au Congo est-il raciste ? : L'enquête, Paris, ActuaBD SAS, 26 avril 2018, 218 p. (ISBN 978-2930750019)réédition de l'ouvrage précédent.
- Patrick Pinchart (ill. Hugues Hausman), André Franquin[22], Bruxelles, Lamiroy, coll. « L'Article » (no 40), 1er janvier 2024, 40 p., ill. ; 14 cm (ISBN 978-2-87595-893-8)

### Commissariat d'expositions
- Rétrospective du Journal Spirou[23],[24], à l'occasion du 70e anniversaire de l'hebdomadaire, avec Jean Auquier, Centre belge de la bande dessinée, Bruxelles, 12 février au 8 juin 2008.

#### Livres
: document utilisé comme source pour la rédaction de cet article.
- Franck Guigue, « Les portails (sites généralistes ou spécialisés, et bases) », dans Web et bande dessinée : panorama critique, vol. 2009/2 no 54, CNRS Éditions, 2009 (ISSN 0767-9513, OCLC 7481100092, lire en ligne), p. 205, —  Sur le portail web cairn.info.

#### Articles
- Patrick Pinchart (interviewé par Esprit libre), « Patrick Pinchart - De la penne à la casquette de Spirou », ULB,‎ 2005 (lire en ligne, consulté le 22 septembre 2022)
- Olivier le Bussy, « «Spirou», l'ami de la famille », La Libre Belgique,‎ 12 mai 2005 (lire en ligne, consulté le 22 septembre)
- Patrick Pinchart et Olivier Van Vaerenbergh (interviewés par Nicolas Anspach), « Patrick Pinchart et Olivier Van Vaerenbergh : "Spirou HeBDo est une évolution, pas une révolution" », ActuaBD,‎ 24 janvier 2006 (lire en ligne, consulté le 12 octobre 2023).
- Patrick Pinchart (interviewé par Les Sentiers de l'imaginaire), « Entretien avec Patrick Pinchart », sdimag,‎ mars 2010 (lire en ligne, consulté le 22 septembre 2022)
- Patrick Pinchart (interviewé par Spooky), « Interview de Patrick Pinchart - Sandawe », bdtheque.com,‎ 5 avril 2011 (lire en ligne, consulté le 6 juillet 2022)
- « Patrick Pinchart (Limal) », Le Soir,‎ 25 mars 2022 (lire en ligne , consulté le 6 juillet 2022).

### Vidéographie
- [vidéo] « Interview de Patrick Pinchart - Les Teknophiles », sur YouTube